# Pfarrkirche Doren

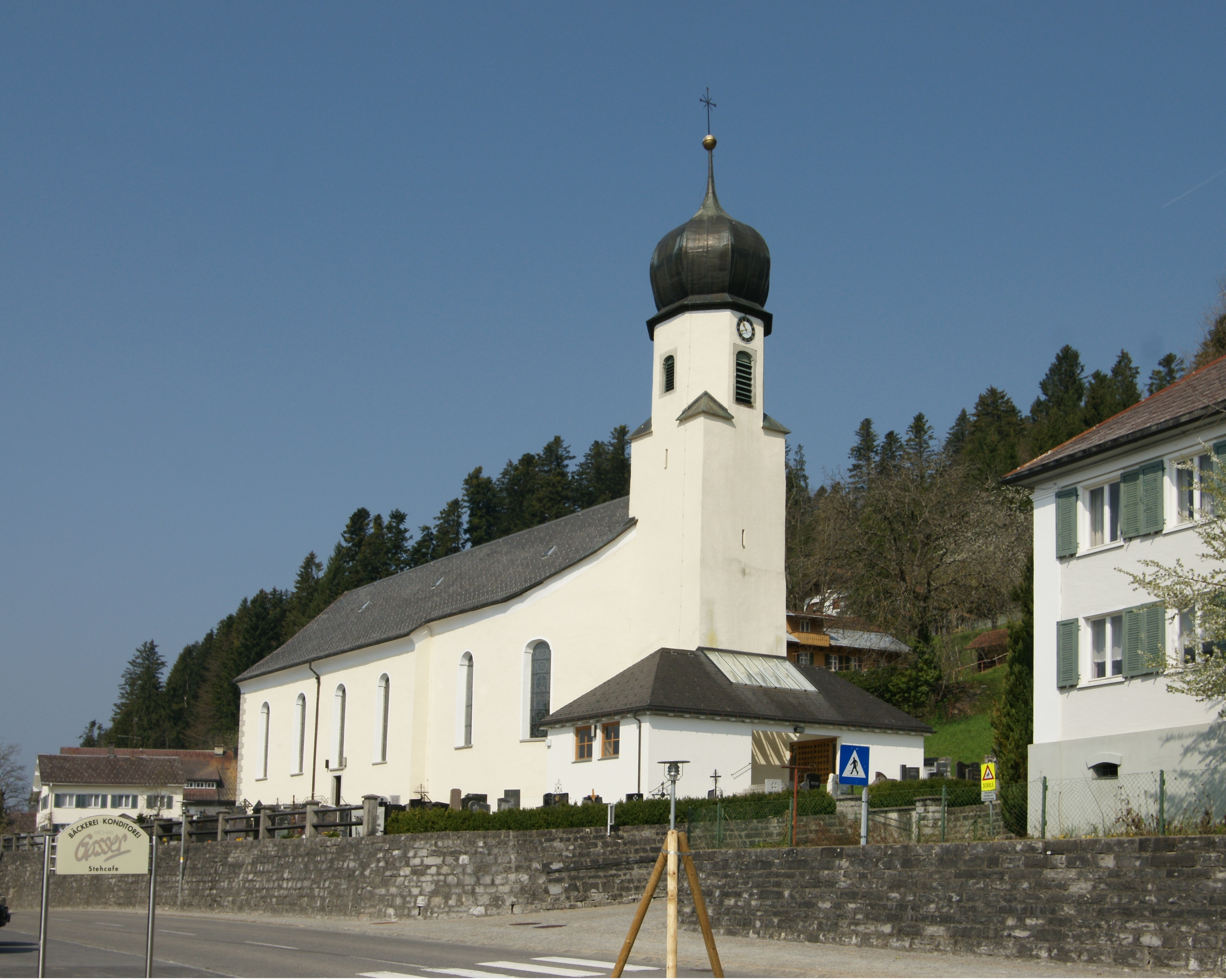
Pfarrkirche Doren

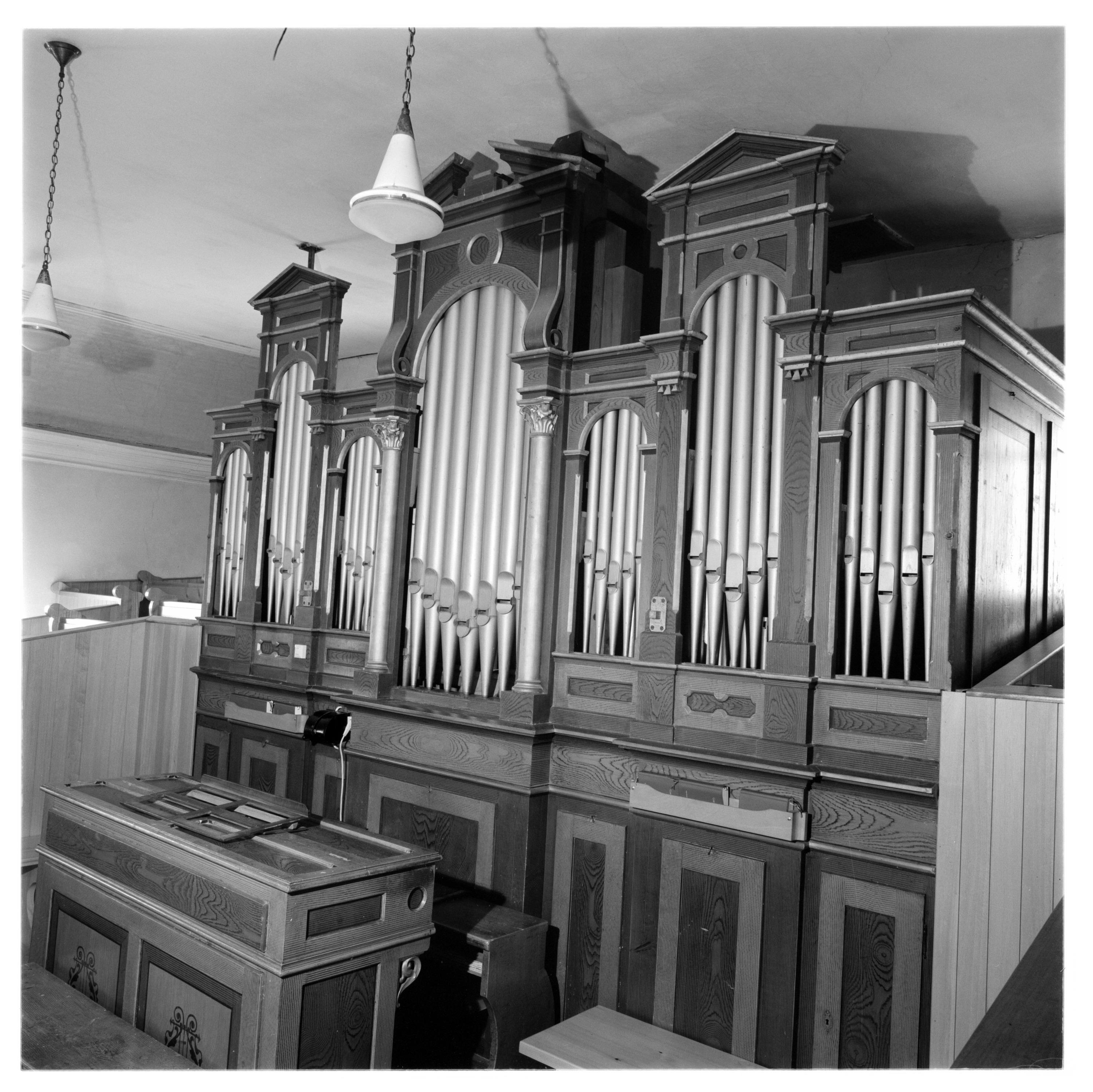
Orgelaufnahme von 1. Februar 1979

Die römisch-katholische Pfarrkirche Doren steht nördlich der Hauptstraße auf einem Berghang in der Bregenzerwälder Gemeinde Doren im Bezirk Bregenz in Vorarlberg. Die Kirche ist dem heiligen Johannes Nepomuk geweiht und gehört zum Dekanat Vorderwald-Kleinwalsertal in der Diözese Feldkirch. Die Kirche steht unter Denkmalschutz.

## Geschichte
Das Gebiet der Gemeinde Doren gehörte ab 1497 zur Gemeinde Sulzberg. 1823 wurde die heutige Kirche nach Plänen des Kreisbauamtes Bregenz errichtet. Vermutlich gab es keinen Vorgängerbau, die Weihe erfolgte 1826 und 1853 wurde sie zur Pfarrkirche erhoben. 1949 erfolgte eine Innenrestaurierung.

## Kirchenbau

### Äußeres
Der einheitliche Kirchenbau stammt zur Gänze aus den Jahren 1823 bis 1826. Der Bau ist eine schlichte Dorfkirche mit einem einschiffigen und geräumigen Kirchenschiff sowie einem etwas eingezogenen aus Vorjoch und Halbrundapsis bestehenden Chor. Am Ostende des Chores schließt ein quadratischer, oben in ein Oktogon übergehender Chorturm mit Zwiebelhaube an. Südlich des Turmes ist eine zweigeschoßige Sakristei. Die Westfassade mit Dreiecksgiebel wurde durch die Quaderung, eine Bogenreihe, profilierte Rahmungen und einen Portalvorbau akzentuiert.

### Inneres
Der Innenraum ist nicht wirklich architektonisch gegliedert. Die schlichte Orgelempore ruht auf toskanischen Säulen. Die Deckenbilder im Langhaus malte Hans Sontheimer 1949. Die Bilder zeigen „Maria mit dem Kind über Doren mit dem heiligen Gebhard, Johann Nepomuk und der heiligen Katharina“ sowie den „Lehrenden Christus mit dem heiligen Franziskus und dem heiligen Niklaus von Flüe“. Das Deckengemälde im Chor ist unsigniert und stammt aus dem späten 19. Jahrhundert und stellt die Heiligste Dreifaltigkeit dar. Die Glasmalereien entstanden um 1900. Im Chor sind sie figural und stellen das „Unbefleckte Herz Mariä“, die „Verkündigung des Herrn“ sowie das „Heiligste Herz Jesu“ dar. Im Langhaus sind die Glasmalereien ornamental.

## Ausstattung
Der Hochaltar aus den Jahren 1877 bis 1881 wurde nach einem Entwurf von Joseph Anton Müller von Bildhauer Anton Rüscher ausgeführt. Das neuromanische Ziborium steht auf Säulen und besteht aus einer vergoldeten und in Farbe gefassten Kuppel mit einem Relief des heiligen Johannes Nepomuk im Giebel. Auf dem Kuppeltabernakel steht eine Herz Jesu-Statue und auf der Predella knien Engelfiguren. Auf der Vorderseite der Mensa sind Opferszenen aus dem Alten und Neuen Testament in Reliefs dargestellt. In der Mitte ist das Herz Jesu mit Dornenkrone dargestellt.
Die Statue links des Triumphbogens stellt Maria als Immaculata dar, die Figur gegenüber den heiligen Josef mit Kind und Engeln. Die Kanzel entstand 1883 nach einem Entwurf von Josef Anton Müller und wurde wie der Hochaltar von Anton Rüscher ausgeführt. An der Brüstung sind Reliefs der Evangelisten.
Das Taufbecken mit Zopfdekor und einer Figur des heiligen Johannes des Täufers entstand um 1830. An der Südwand der Kirche befindet sich eine Kreuzigungsgruppe mit Assistenzfiguren aus der Zeit um 1830. In Chor und Langhaus hängen Porträts der zwölf Apostel aus dem späten 19. Jahrhundert. An der Decke des Langhauses hängt ein reich gestalteter Luster aus dem zweiten Viertel des 19. Jahrhunderts. Des Weiteren gibt es eine Immaculata im Prozessions-Tragekasten aus dem späten 19. Jahrhundert. Die Beichtstühle wurden mit barocken Stilelementen und Zopfornamentik verziert. Auf dem rechten steht eine Figur des heiligen Johannes Nepomuk.

## Bildergalerie

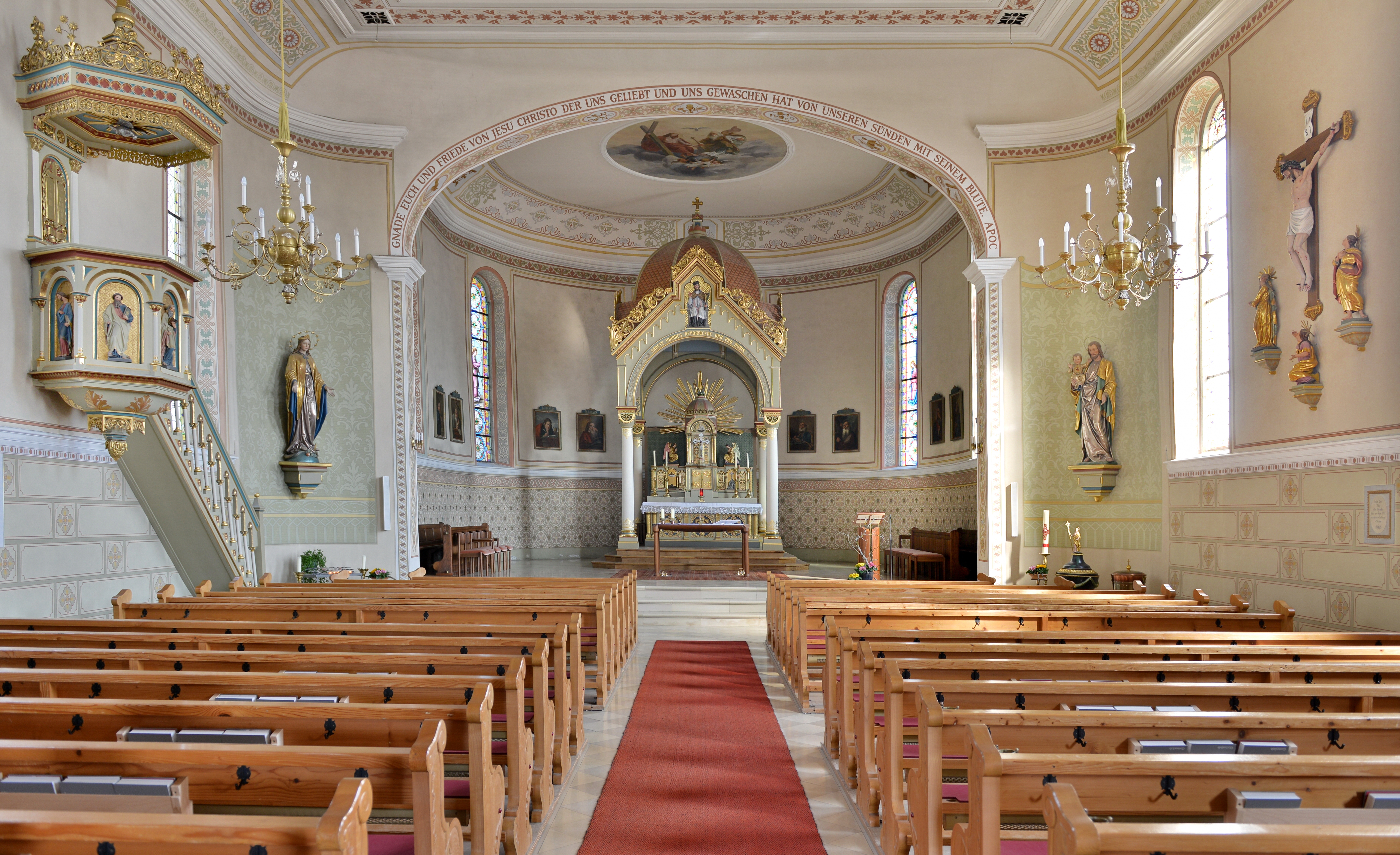
Blick von hinten auf Langschiff und Presbyterium
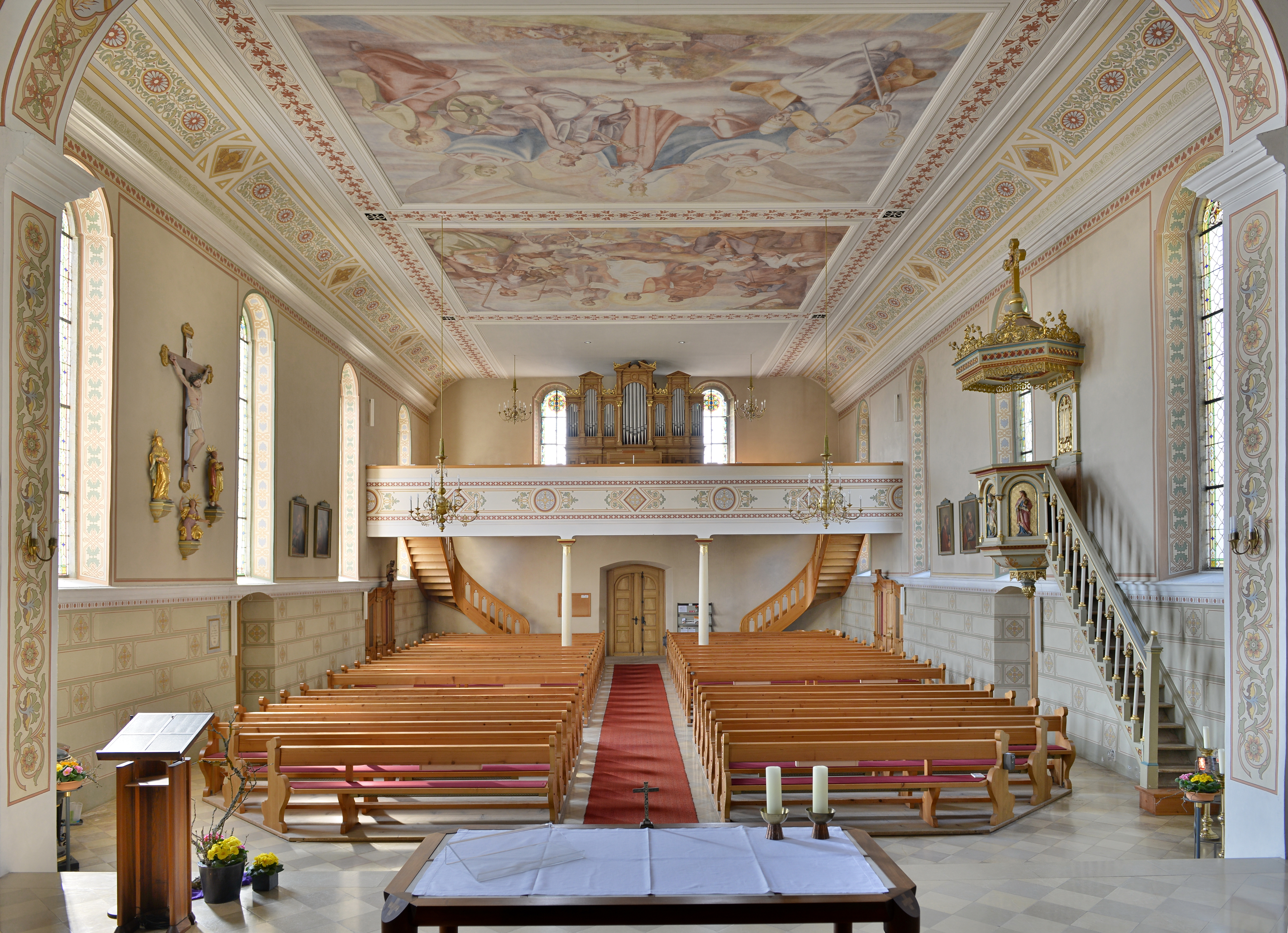
Blick ins Langschiff
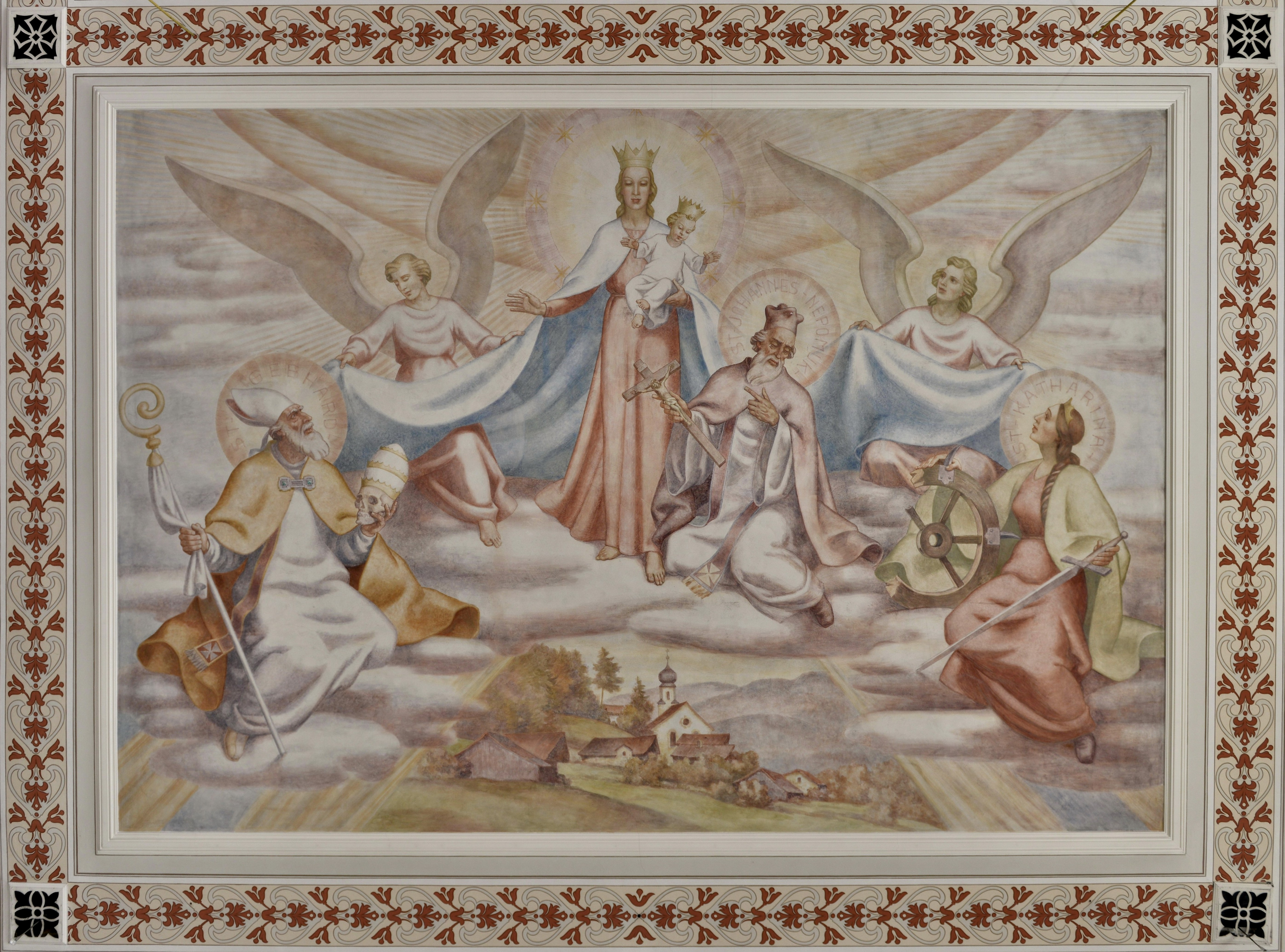
Deckengemälde
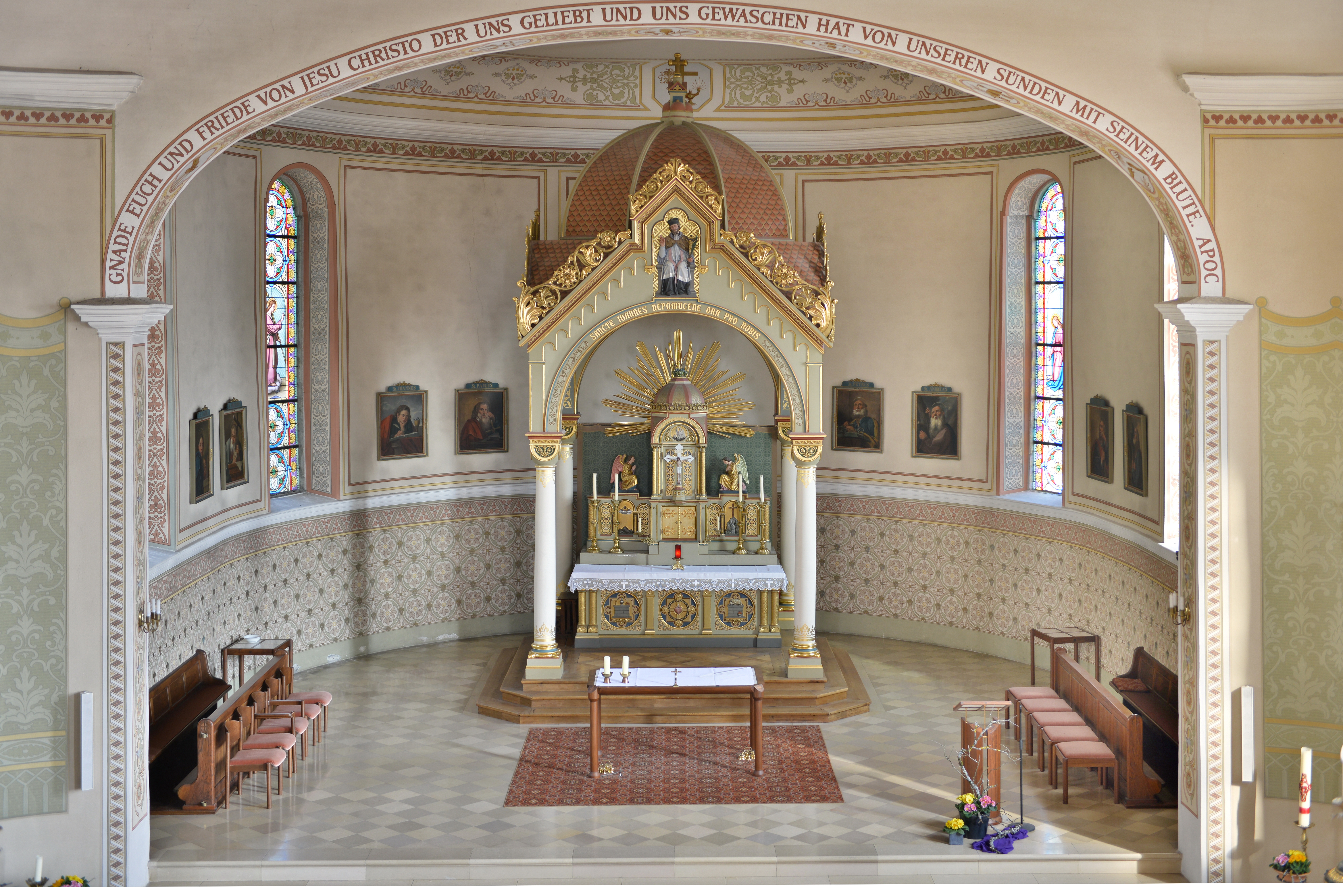
Hochaltar